# SPÖ-Parlamentsklub
Der SPÖ-Parlamentsklub (amtlich Die Sozialdemokratische Parlamentsfraktion, bis 1991 Klub der Sozialistischen Abgeordneten und Bundesräte) ist der Klub der Sozialdemokratischen Partei Österreichs im österreichischen Nationalrat.
In der XXVIII. Gesetzgebungsperiode sind insgesamt 41 Mandatarinnen der SPÖ im Parlament vertreten.

## Geschichte
Während der Klubobmann Bruno Kreisky Bundeskanzler war, nahmen ab 1971 Leopold Gratz, ab 1973 Robert Weisz und ab 1975 Heinz Fischer als geschäftsführender Klubobmann die Amtsgeschäfte wahr. Von 1990 bis 1994 war Willi Fuhrmann Klubobmann, von 1994 bis 2000 Peter Kostelka. Von 2000 bis 2007 war Alfred Gusenbauer Klubobmann, während Josef Cap geschäftsführender Klubvorsitzender war. Danach wurde Cap alleiniger Klubobmann, bis Andreas Schieder 2013 die Position übernahm. Nach der Nationalratswahl 2017 wurde Christian Kern zum Obmann des Klubs gewählt, woraufhin Andreas Schieder jedoch weiterhin als geschäftsführender Klubvorsitzender agierte.
Im Anschluss an Kerns Rückzug aus der Politik wählte die SPÖ Pamela Rendi-Wagner am 8. Oktober 2018 einstimmig zur Klubobfrau. Mit 88,2 Prozent der Stimmen wurde Rendi-Wagner am 22. Oktober 2019 in diesem Amt bestätigt. Nach der Wahl zum SPÖ-Parteivorsitz 2023 wurde Andreas Babler im Juni 2023 Bundesparteivorsitzender und Klubobmann, Philip Kucher wurde geschäftsführender Klubobmann, Stellvertreterinnen wurden Eva-Maria Holzleitner und Julia Herr. Nach der Bildung der Bundesregierung Stocker im März 2025 wurde Philip Kucher zum SPÖ-Klubvorsitzenden gewählt, erste Stellvertreterin wurde Julia Herr.
Seit 2016 verleiht der SPÖ-Parlamentsklub gemeinsam mit dem Dr.-Karl-Renner-Institut den Kurt-Rothschild-Preis für Wirtschaftspublizistik, benannt nach Kurt Rothschild. Hauptpreisträger waren 2016 Peter Bofinger, 2017 Marcel Fratzscher, 2018 Heinz D. Kurz und 2019 Kate Raworth.

## Bereichssprecher

### XXVIII. Gesetzgebungsperiode
Die Bereichssprecher des SPÖ-Parlamentsklubs in der XXVIII. Gesetzgebungsperiode sind mit Stand 6. März 2025:
| Bereich                                      | Bereichssprecher      |
| -------------------------------------------- | --------------------- |
| Arbeit, Soziales, Senioren                   | Josef Muchitsch       |
| Arbeitsmarkt                                 | Barbara Teiber        |
| Außenpolitik, Entwicklungszusammenarbeit     | Petra Bayr            |
| Bildung, Wissenschaft                        | Heinrich Himmer       |
| Budget und Finanzen                          | Jan Krainer           |
| Datenschutz                                  | Manfred Sams          |
| Digitalisierung                              | Peter Manfred Harrer  |
| Einsatzorganisationen                        | Mario Lindner         |
| Elementarpädagogik                           | Silvia Kumpan-Takacs  |
| Energie                                      | Alois Schroll         |
| Erinnerungskultur                            | Sabine Schatz         |
| Europa                                       | Pia Maria Wieninger   |
| Familie                                      | Bernhard Herzog       |
| Forschung und Innovation                     | Petra Oberrauner      |
| Frauen                                       | Sabine Schatz         |
| Gesundheit                                   | Rudolf Silvan         |
| Gleichbehandlung, Diversität und LGBTIQ+     | Mario Lindner         |
| Immunität und Unvereinbarkeit                | Selma Yildirim        |
| Inklusion, Pflege                            | Verena Nussbaum       |
| Innere Sicherheit                            | Maximilian Köllner    |
| Integration, Kinderrechte                    | Christian Oxonitsch   |
| Jugend, Zivildienst                          | Paul Stich            |
| Justiz                                       | Selma Yildirim        |
| Kommunale Angelegenheiten                    | Wolfgang Kocevar      |
| Konsumentenschutz und Lebensmittelsicherheit | Michael Seemayer      |
| Kunst und Kultur                             | Katrin Auer           |
| Landesverteidigung                           | Robert Laimer         |
| Landwirtschaft                               | Elisabeth Feichtinger |
| Lehrlinge, berufsausbildung                  | Roland Baumann        |
| Medien                                       | Klaus Seltenheim      |
| Menschenrechte, Minderheiten, Volksgruppen   | Pia Maria Wieninger   |
| Petitionen und Bürgerinitiativen             | Andreas Haitzer       |
| Rechnungshof und Korruptionsbekämpfung       | Karin Greiner         |
| Regionalpolitik                              | Franz Jantscher       |
| Sustainable Development Goals                | Antonio Della Rossa   |
| Tierschutz                                   | Petra Tanzler         |
| Tourismus, KMUs                              | Melanie Erasim        |
| Sport                                        | Maximilian Köllner    |
| Südtirol                                     | Selma Yildirim        |
| Umwelt und Klima                             | Julia Herr            |
| Verfassung                                   | Muna Duzdar           |
| Verkehr und Infrastruktur                    | Wolfgang Moitzi       |
| Volksanwaltschaft, Ehrenamt                  | Bernhard Höfler       |
| Wirtschaft, Industrie                        | Reinhold Binder       |
| Wohnen und Bauten                            | Elke Hanel-Torsch     |

### XXVII. Gesetzgebungsperiode
Die Bereichssprecher des SPÖ-Parlamentsklubs in der XXVII. Gesetzgebungsperiode sind mit Stand 24. März 2021:
| Bereich                                       | Bereichssprecher        |
| --------------------------------------------- | ----------------------- |
| Arbeit und Soziales                           | Josef Muchitsch         |
| Außenpolitik, Globale Entwicklung             | Petra Bayr              |
| Bildung                                       | Petra Vorderwinkler     |
| Budget und Finanzen                           | Kai Jan Krainer         |
| Datenschutz, Immunität und Unvereinbarkeit    | Christian Drobits       |
| Digitalisierung                               | Petra Oberrauner        |
| Energie                                       | Alois Schroll           |
| Erinnerungskultur                             | Sabine Schatz           |
| Familie                                       | Petra Wimmer            |
| Forschung und Innovation                      | Petra Oberrauner        |
| Frauen                                        | Gabriele Heinisch-Hosek |
| Freiwilligen- und Einsatzorganisationen       | Klaus Köchl             |
| Gesundheit                                    | Philip Kucher           |
| Gleichbehandlung                              | Mario Lindner           |
| Globale Entwicklung                           | Petra Bayr              |
| Industrie                                     | Rainer Wimmer           |
| Innere Sicherheit                             | Reinhold Einwallner     |
| Integration                                   | Christian Oxonitsch     |
| Jugend, Sport                                 | Maximilian Köllner      |
| Justiz                                        | Selma Yildirim          |
| Kinder und Kinderrechte                       | Christian Oxonitsch     |
| Medien                                        | Muna Duzdar             |
| Kommunale Angelegenheiten                     | Andreas Kollross        |
| Konsumentenschutz und Lebensmittelsicherheit  | Markus Vogl             |
| Kunst und Kultur                              | Gabriele Heinisch-Hosek |
| Landesverteidigung                            | Robert Laimer           |
| Landwirtschaft                                | Elisabeth Feichtinger   |
| Lehrlinge                                     | Michael Seemayer        |
| Menschenrechte, Minderheiten und Volksgruppen | Harald Troch            |
| Menschen Mit Behinderungen                    | Verena Nussbaum         |
| Netzpolitik                                   | Katharina Kucharowits   |
| Petitionen und Bürgerinitiativen              | Andreas Kollross        |
| Rechnungshof und Korruptionsbekämpfung        | Karin Greiner           |
| Regionalpolitik                               | Maximilian Lercher      |
| Senioren                                      | Dietmar Keck            |
| Sport                                         | Maximilian Köllner      |
| Sustainable Development Goals (SDG)           | Michaela Schmidt        |
| Tierschutz                                    | Dietmar Keck            |
| Tourismus                                     | Melanie Erasim          |
| Umwelt und Klima                              | Julia Herr              |
| Verfassung und Europäische Union              | Jörg Leichtfried        |
| Verkehr und Infrastruktur                     | Alois Stöger            |
| Volksanwaltschaft                             | Rudolf Silvan           |
| Wirtschaft                                    | Christoph Matznetter    |
| Wissenschaft                                  | Andrea Kuntzl           |
| Wohnen und Bauten                             | Ruth Becher             |
| Zivildienst                                   | Michael Seemayer        |